# Cupido alcetas
El duende limpio (Cupido alcetas) es una especie de mariposa de la familia Lycaenidae.

## Etimología
El nombre específico alcetas se refiere a Ἄλκηστις (Alcestis), princesa de la mitología griega, hija de Pelias, rey de Yolco.

## Distribución
Fue descrita en Austria por Johann Centurius Hoffmannsegg en 1804, pero su distribución es más amplia, ya que habita zonas del sur de Europa, Turquía, Urales y sur de Siberia hasta Kazajistán. En España, puede encontrarse en Cataluña, Aragón, Navarra, Galicia y León.

## Hábitat
El duende limpio vive en pastos floridos, zonas de matorral y áreas húmedas, y en claros de bosque, en un rango de altitud entre los 50 y los 1200 m.

## Descripción
Cupido alcetas presenta una envergadura de 26-32 mm. El anverso de las alas es azul o añil en los machos, pero pardo en las hembras, como sucede con otros licénidos. El borde alar es negro con una franja blanca. El reverso de las alas es de un gris pálido, con una serie de puntos negros rodeados de azul claro. En ocasiones hay una única mancha naranja que no alcanza el punto negro marginal. Junto al ángulo caudal frecuentemente hay una cola muy pequeña y estrecha. Es similar a especies como Everes argiades y Celastrina argiolus.

## Biología
Los adultos vuelan entre mayo y septiembre. Dependiendo de su localización, la especie puede generar dos o tres generaciones anuales (en mayo–junio, julio–agosto y en regiones cálidas también a finales de septiembre). Las larvas se alimentan de hojas e inflorescencias de varias leguminosas, como Coronilla varia, Galega officinalis, Trifolium spp., Vicia spp., Medicago lupulina y Securigera varia. Las larvas son mirmecófilas y se desarrollan junto a hormigas del género Formica.